# Salonta
Salontaⓘ (węg. Nagyszalonta) – miasto i gmina w Rumunii, w okręgu Bihor. Liczy 18 137 mieszkańców, ponad połowa z nich to Węgrzy. Pierwsze wzmianki o mieście pojawiły się w 1214 roku. Merem Salonty jest od 2000 László Török z Unii Węgierskiej.

## Miasta partnerskie
- Nagykőrös
- Túrkeve
- Hajdúböszörmény